# Paul Roden

Paul Roden

Paul Georg Roden (* 1. Oktober 1904 in Schelitz als Paul Rorzyczka; † 2. Juli 1999 in Hamburg) war ein deutscher Politiker (NSDAP).

## Leben und Wirken

### Frühes Leben
Roden wurde mit dem Familiennamen Rorzyczka geboren. Nach dem Besuch der Volksschule wurde er am Lehrerseminar in Zülz ausgebildet. Dort legte er im März 1925 die erste Lehrerprüfung ab. 1928 bestand er die Reifeprüfung an einem Berliner Realgymnasium. 
Von 1928 bis 1931 studierte Rorzyczka/Roden an den Universitäten Berlin und Köln. Zum 1. Dezember 1931 trat er der NSDAP bei (Mitgliedsnummer 874.427). Nach dem Bestehen der ersten Staatsprüfung für das Lehramt an höheren Schulen war er ab 1931 Studienreferendar im Schuldienst.
Neben seiner Zugehörigkeit zur NSDAP engagierte Rorzyczka sich auch in der Hitlerjugend, in der er von 1932 bis 1934 die Stellung eines Oberbannführers innehatte.

### NS-Zeit
Nach dem Beginn der NS-Herrschaft setzte Rorzyczka seine Ausbildung für den Schuldienst fort. 1934 bestand er das Assessor-Examen. Anschließend war er bis 1936 als Hilfsarbeiter beim Oberpräsidium Breslau tätig. In der NSDAP betätigte er sich 1935 außerdem als Gauinspektor im Gau Schlesien. 
1936 ließ er seinen ihm zu polnisch klingenden Familiennamen Rorzyczka, einem Trend in völkisch-nationalistischen Kreisen der Zeit folgend, in den "deutscher" klingenden Namen Roden ändern.
Im selben Jahr wurde Roden hauptberuflicher Parteifunktionär für die NSDAP: Zwischen 1936 und Februar 1941 betätigte er sich als hauptamtlicher Gaugeschäftsführer für den Gau Schlesien der NSDAP.
Während des Zweiten Weltkriegs war Roden zweimal, 1940 und 1942, vorübergehend Soldat. Nach dem ersten Kriegseinsatz gehörte er dem SS-Umsiedlungskommando der Volksdeutschen Mittelstelle für Nord-Buchenland, d. h. für den Norden der Bukowina, an. 1942 wurde Mitglied im Preußischen Provinzialrat. 
Am 9. April 1943 trat Roden im Nachrückverfahren für den im Krieg gestorbenen Abgeordneten Wilhelm Schneider als Abgeordneter in den nationalsozialistischen Reichstag ein, dem er anschließend knapp zwei Jahre lang, bis zum Ende der NS-Herrschaft im Frühjahr 1945, als Vertreter des Wahlkreises Schlesien angehörte. 
Ab 1943 amtierte Roden als NSDAP-Gauamtsleiter für Volkstumsfragen im Gau Oberschlesien und war zugleich dortiger Gauführer des Bundes Deutscher Osten.

### Nachkriegszeit
Nach dem Zweiten Weltkrieg lebte Roden als Studienrat in Hamburg. Politisch engagierte er sich in den 1950er Jahren in der Vertriebenenpartei GB/BHE. Für diese kandidierte er bei den Bundestagswahlen 1953 in Hamburg auf dem ersten Platz ihrer dortigen Wahlliste (Landesliste) für den Bundestag, verfehlte aber die für den Einzug ins Parlament erforderliche Stimmenzahl. Bei den Bundestagswahlen 1957 kandidierte Roden erneut für die GB/BHE für das Parlament. Bei der Bundestagswahl 1961 trat er dann, ebenfalls erfolglos, für die Gesamtdeutsche Partei (GDP) als Bundestagskandidat in Hamburg an.
Im Adressbuch für das Jahr 1961 ist Roden als Studienrat mit Wohnsitz in der Walderseestraße 12 nachweisbar. Im Adressbuch für 1966 ist er als Oberstudienrat mit derselben Adresse nachweisbar.